# 巴鲁阿利
巴鲁阿利（英語：Barrouallie）是加勒比海島國聖文森特和格林納丁斯聖文森特島聖派屈克區的一個城鎮，也是該區的首府和最大城市，位於該島西南海岸，由法國殖民者始建於1719年，人口約1,000人。